# Ahmed-šah Kadžar
Ahmed-šah Kadžar (perz. احمد شاه قاجار; Tabriz, 21. siječnja 1898. – Pariz, 21. veljače 1930.), šah Irana, osmi i posljednji vladar iz kadžarske dinastije.
Šahom je imenovan 1909. godine od strane iranskog palamenta, naposredno nakon što su revolucionarne snage svrgnule njegovog apsolutističkog oca Muhameda Ali-šaha i proglasile ustavnu monarhiju. Iako je pokušavao ublažiti negativnu ostavštinu svog oca, pokazao se kao nekompetentan vladar koji je doveo državu do ruba gospodarskog sloma odnosno u veliku ovisnost o stranim silama, posebno o Ruskom i Britanskom Carstvu. Godine 1921. svrgnut je u puču kojeg je predvodio zapovjednik lokalnog kozačkog garnizona Reza-šah Pahlavi, a dvije godine kasnije prognan je iz zemlje. Reza-šah okrunio se 1925. godine prilikom čega je uspostavljena nova pahlavijska dinastija. Time je Ahmed-šah gubi i simbolične ovlasti, te umire u Parizu 1930. godine.
| Prethodnik:     | Iranski šah (kadžarska dinastija) (16. srpnja 1909. - 15. prosinca 1925.) | Nasljednik:                              |
| Muhamed Ali-šah | Iranski šah (kadžarska dinastija) (16. srpnja 1909. - 15. prosinca 1925.) | Reza-šah Pahlavi (pahlavijska dinastija) |